# 香港マイル
香港マイル（ホンコンマイル; 中: 香港一哩錦標/英: Hong Kong Mile）とは毎年12月中旬に香港沙田競馬場の芝1600メートル (m)で行われる3歳以上の競馬の競走である。
香港国際賽事（香港国際競走）として、香港カップ (芝2000 m)・香港スプリント (芝1200 m)・香港ヴァーズ (芝2400 m)といった国際G1（グループワン）と同日に開催されている。
香港競馬年度シーズンの最初のマイル路線のG1競走でヨーロッパや日本の一線級の競走馬が多く出走している。2006年から2014年まで地元香港勢が9連勝していたが、2015年に日本の競走馬であるモーリスが優勝した。

## 歴史

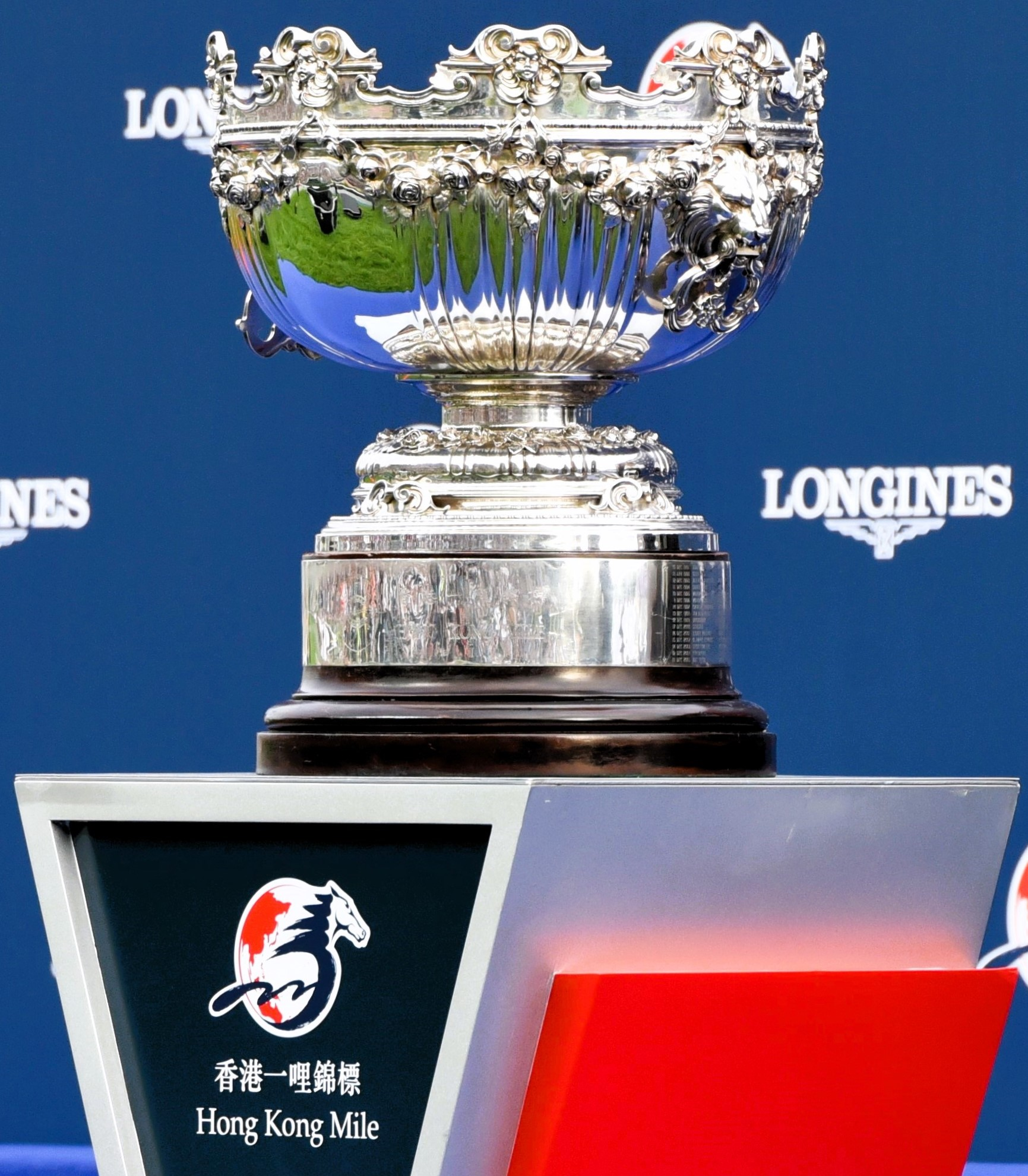
トロフィー

- 1991年 「香港招待ボウル」として創設、施行距離は芝1400メートル (m)
  - アイルランドのアディショナルリスクが最年少3歳で優勝。
- 1993年 「香港国際ボウル」に改称
- 1994年 国際G3に昇格
- 1995年 国際G2に昇格
  - オーストラリアのモノポライズが1400 m当時のレコード1分21秒5を記録。
- 1996年 モノポライズが初の連覇
- 1999年 「香港マイル」に改称、施行距離は1ハロン延長して芝1600 mに変更
- 2000年 国際G1に昇格
- 2006年 地元香港のザデュークが当時最高齢7歳で初優勝と同時に1分33秒4は1600 mになって初のレコードを樹立（2000年のサンラインの1分34秒2を0.8秒更新）。
- 2008年 グッドババが史上2頭目、G1施行後以降初の連覇で1分32秒71は現在も同レースのレコードになっている。計時が10ミリ秒 (ms)単位となる。
- 2009年 グッドババが史上初の3連覇でザデュークと並んで7歳で最高齢タイでの優勝を記録。
- 2011年 エイブルワンが同レースを含めて香港の国際G1レースで最高齢9歳で優勝。

## 歴代優勝馬
| 回数   | 施行日         | 調教国・優勝馬 (欧文名)       | 日本語読み (カタカナ名)      | 性齢 | 勝時計  | 優勝騎手         | 管理調教師       |
| ------ | -------------- | ----------------------------- | ---------------------------- | ---- | ------- | ---------------- | ---------------- |
| 第1回  | 1991年12月15日 | 更險 (Additional Risk)        | アディショナルリスク         | 牡3  | 1:21.9  | M.キネーン       | D.ウェルド       |
| 第2回  | 1993年4月18日  | 幽谷之姬 (Glen Kate)          | グレンケイト                 | 牝6  | 1:22.2  | C.ブラック       | W.シューメイカー |
| 第3回  | 1993年12月12日 | 勝利拍擋 (Winning Partners)   | ウイニングパートナーズ       | 騸5  | 1:22.6  | M.キネーン       | N.ベッグ         |
| 第4回  | 1994年12月11日 | 蘇式路線 (Soviet Line)        | ソヴィエトライン             | 騸4  | 1:22.0  | W.スウィンバーン | M.スタウト       |
| 第5回  | 1995年12月10日 | 壟斷 (Monopolize)             | モノポライズ                 | 騸5  | 1:21.5  | W.ハリス         | G.ベッグ         |
| 第6回  | 1996年12月8日  | 壟斷 (Monopolize)             | モノポライズ                 | 騸6  | 1:22.0  | D.ビードマン     | G.ベッグ         |
| 第7回  | 1997年12月14日 | 加泰隆尼 (Catalan Opening)    | カタランオープニング         | 騸5  | 1:22.0  | D.ビードマン     | J.カミングス     |
| 第8回  | 1998年12月13日 | 雞尾酒 (Jim and Tonic)        | ジムアントトニック           | 騸4  | 1:21.7  | G.モッセ         | F.ドゥーメン     |
| 第9回  | 1999年12月12日 | 海景客棧 (Docksider)          | ドックサイダー               | 牡4  | 1:34.7  | O.ペリエ         | J.ヒルズ         |
| 第10回 | 2000年12月17日 | 日平線 (Sunline)              | サンライン                   | 牝5  | 1:34.2  | G.チャイルズ     | T.マッキー       |
| 第11回 | 2001年12月16日 | 榮進寶蹄 (Eishin Preston)     | エイシンプレストン           | 牡4  | 1:34.8  | 福永祐一         | 北橋修二         |
| 第12回 | 2002年12月15日 | 奧運精神 (Olympic Express)    | オリンピックエクスプレス     | 騸4  | 1:34.9  | W.マーウィング   | I.アラン         |
| 第13回 | 2003年12月14日 | 幸運馬主 (Lucky Owners)       | ラッキーオーナーズ           | 牡4  | 1:34.3  | F.コーツィー     | A.クルーズ       |
| 第14回 | 2004年12月12日 | 防火線 (Firebreak)            | ファイアーブレイク           | 牡5  | 1:34.6  | L.デットーリ     | S.ビン・スルール |
| 第15回 | 2005年12月11日 | 三連冠 (Hat Trick)            | ハットトリック               | 牡4  | 1:34.8  | O.ペリエ         | 角居勝彦         |
| 第16回 | 2006年12月10日 | 星運爵士 (The Duke)           | ザデューク                   | 騸7  | 1.33.4  | O.ドゥルーズ     | C.ファウンズ     |
| 第17回 | 2007年12月9日  | 好爸爸 (Good Ba Ba)           | グッドババ                   | 騸5  | 1:34.5  | O.ドゥルーズ     | A.シュッツ       |
| 第18回 | 2008年12月14日 | 好爸爸 (Good Ba Ba)           | グッドババ                   | 騸6  | 1:32.71 | C.スミヨン       | A.シュッツ       |
| 第19回 | 2009年12月13日 | 好爸爸 (Good Ba Ba)           | グッドババ                   | 騸7  | 1:34.60 | O.ドゥルーズ     | A.シュッツ       |
| 第20回 | 2010年12月12日 | 締造美麗 (Beauty Flash)       | ビューティーフラッシュ       | 騸5  | 1:34.79 | G.モッセ         | A.クルーズ       |
| 第21回 | 2011年12月11日 | 步步穩 (Able One)             | エイブルワン                 | 騸9  | 1:33.98 | J.ロイド         | J.ムーア         |
| 第22回 | 2012年12月9日  | 雄心威龍 (Ambitious Dragon)   | アンビシャスドラゴン         | 騸6  | 1:34.12 | Z.パートン       | A.ミラード       |
| 第23回 | 2013年12月8日  | 精彩日子 (Glorious Days)      | グロリアスデイズ             | 騸6  | 1:33.60 | D.ホワイト       | J.サイズ         |
| 第24回 | 2014年12月14日 | 步步友 (Able Friend)          | エイブルフレンド             | 騸5  | 1:33.49 | J.モレイラ       | J.ムーア         |
| 第25回 | 2015年12月13日 | 滿樂時 (Maurice)              | モーリス                     | 牡4  | 1:33.92 | R.ムーア         | 堀宣行           |
| 第26回 | 2016年12月11日 | 美麗大師 (Beauty Only)        | ビューティーオンリー         | 騸5  | 1:33.48 | Z.パートン       | A.クルーズ       |
| 第27回 | 2017年12月10日 | 美麗傳承 (Beauty Generation)  | ビューティージェネレーション | 騸5  | 1:33.72 | K.リョン         | J.ムーア         |
| 第28回 | 2018年12月9日  | 美麗傳承 (Beauty Generation)  | ビューティージェネレーション | 騸6  | 1:33.52 | Z.パートン       | J.ムーア         |
| 第29回 | 2019年12月8日  | 頌讚火星 (Admire Mars)        | アドマイヤマーズ             | 牡3  | 1:33.25 | C.スミヨン       | 友道康夫         |
| 第30回 | 2020年12月13日 | 金鎗六十 (Golden Sixty)       | ゴールデンシックスティ       | 騸5  | 1:33.45 | C.ホー           | K.ルイ           |
| 第31回 | 2021年12月12日 | 金鎗六十 (Golden Sixty)       | ゴールデンシックスティ       | 騸6  | 1:33.86 | C.ホー           | K.ルイ           |
| 第32回 | 2022年12月11日 | 加州星球 (California Spangle) | カリフォルニアスパングル     | 騸4  | 1:33.41 | Z.パートン       | A.クルーズ       |
| 第33回 | 2023年12月10日 | 金鎗六十 (Golden Sixty)       | ゴールデンシックスティ       | 騸8  | 1:34.10 | C.ホー           | K.ルイ           |
| 第34回 | 2024年12月8日  | 遨遊氣泡 (Voyage Bubble)      | ヴォイッジバブル             | 騸6  | 1:33.34 | J.マクドナルド   | P.イウ           |